# DB-Baureihe 642
Die Einheiten der DB-Baureihe 642 sind die in Deutschland verkehrenden Dieseltriebwagen des Typs Desiro Classic von Siemens Mobility (vormals Siemens Transportation Systems). Sie werden deutschlandweit im Regionalverkehr auf nicht elektrifizierten Strecken eingesetzt. Schwerpunkte bilden dabei die Bundesländer Bayern, Sachsen, Mecklenburg-Vorpommern, Thüringen, Rheinland-Pfalz, Hessen und das Saarland. Der Großteil der Fahrzeuge befindet sich im Besitz von DB Regio. Im Fahrzeugeinstellungsregister wurde den Fahrzeugen die Baureihe 0642 zugewiesen.

## Geschichte
Im Juni 1996 bestellte die DB Regio 150 zweiteilige Dieseltriebwagen des neuen Typs Desiro Classic. Später wurde der Auftrag auf 230 Fahrzeuge erhöht. Zwei Jahre später war der erste Zug fertiggestellt. Der erste reguläre Einsatz fand schließlich im Jahr 2000 statt.

## Einsatz

### DB Regio
Insgesamt sind 234 Triebwagen beschafft und in Dienst gestellt worden.
Seit ihrer Auslieferung im Jahr 2000 werden die Verbrennungstriebwagen der Baureihe 642 unter anderem in den Großräumen Nürnberg, Augsburg, Kempten, sowie rund um Dresden, Zwickau, Erfurt, Kaiserslautern, Leipzig, Chemnitz und Rostock eingesetzt. Auf einigen Nebenstrecken in Bayern und Sachsen werden nur noch die neuen Triebwagen verwendet, um die Vorteile moderner Fahrzeuge – wie die höhere Beschleunigung und die Möglichkeit der Schaffung von Bedarfshalten – zu nutzen. Auf der topografisch schwierigen Müglitztalbahn Heidenau–Altenberg wurde durch die neuen Fahrzeuge eine signifikante Reisezeitverkürzung und eine Vervielfachung der Fahrgastzahlen erzielt.
Zwischen Dresden Hauptbahnhof und Wrocław Główny (Breslau Hauptbahnhof) verkehrten Desiro Classic von März 2009 bis Dezember 2019 mit drei Zugpaaren täglich, zwischen Görlitz und Wrocław häufig in Doppeltraktion. Für den Einsatz in Polen wurden fünf Fahrzeuge entsprechend ertüchtigt. Von Ende 2014 bis zum Ende der Verkehre erfolgte der Einsatz im Kooperation mit der Länderbahn, welche zwischenzeitlich die Ausschreibung für den deutschen SPNV-Anteil gewonnen hatte. Ein Einsatz der trilex-Fahrzeuge auf dem polnischen Abschnitt war allerdings wegen fehlender Umbauten nicht möglich. Die umgebauten Fahrzeuge sind zunächst auf verschiedene Betriebshöfe deutschlandweit verteilt worden. Mittlerweile kommen sie mit Kulturzug von Berlin nach Wrocław wieder nach Polen zum Einsatz. Außerhalb dieser Linie erfolgen Einsätze u. a. vom Betriebshof Rostock.
Seit Dezember 2008 werden die Triebwagen auch im Westpfalznetz der DB Regio Südwest eingesetzt. Sie wurden dort aufgrund der erhöhten Bahnhofsdichte und des engen Fahrplans mit stärkeren Motoren und Trittstufen an den Türen ausgestattet. Zudem erhielten die Triebwagen eine neue Inneneinrichtung. Einige bekamen dabei auch eine „Zugtaufe“, bei der die Fahrzeuge Städte- und Ortsnamen mit Wappen aus dem Dieselstreckennetz erhielten (Beispiel: 642 107 – Zweibrücken). Seit Dezember 2010 kommen diese Fahrzeuge und die Bombardier-Talent-Züge im Südpfalznetz zum Einsatz.
Im Großraum Kempten, wo seit den 2000ern viele Fahrzeuge der Baureihe im Einsatz waren, wurden die Züge bis zum Fahrplanwechsel 2021/22 sukzessive durch Triebwagen der Reihen 612 und 633 ersetzt (zuletzt zwischen Augsburg, Bad Wörishofen und Memmingen). Mindestens zwei Fahrzeuge (642 094 und 212) waren noch einige Zeit in Kempten beheimatet (laut Aufschrift auf den Fahrzeugen) und kamen sporadisch im Raum Augsburg zum Einsatz (Stand September 2022). Zum Fahrplanwechsel am 11. Dezember 2022 wurden die beiden in Augsburg verbliebenen Fahrzeuge abgezogen. Inzwischen fährt diese Baureihe in Bayern nur noch in Kempten, Aschaffenburg und Mühldorf. In Mühldorf wird seit 2023 dadurch schrittweise die BR 628 nach und nach abgelöst.
Die Triebwagen der Baureihe 642 werden teilweise in Mehrfachtraktion auf Regionalbahn- und Regionalexpress-Strecken eingesetzt. Dies sind beispielsweise
- in Baden-Württemberg
  - Westfrankenbahn (Netz 11): Aschaffenburg – Lauda – Crailsheim, Heilbronn – Crailsheim, Miltenberg – Seckach,
Betrieb bis Dezember 2031 durch DB Regio, circa 3,4 Millionen Zugkilometer/Jahr[5]

- in Bayern

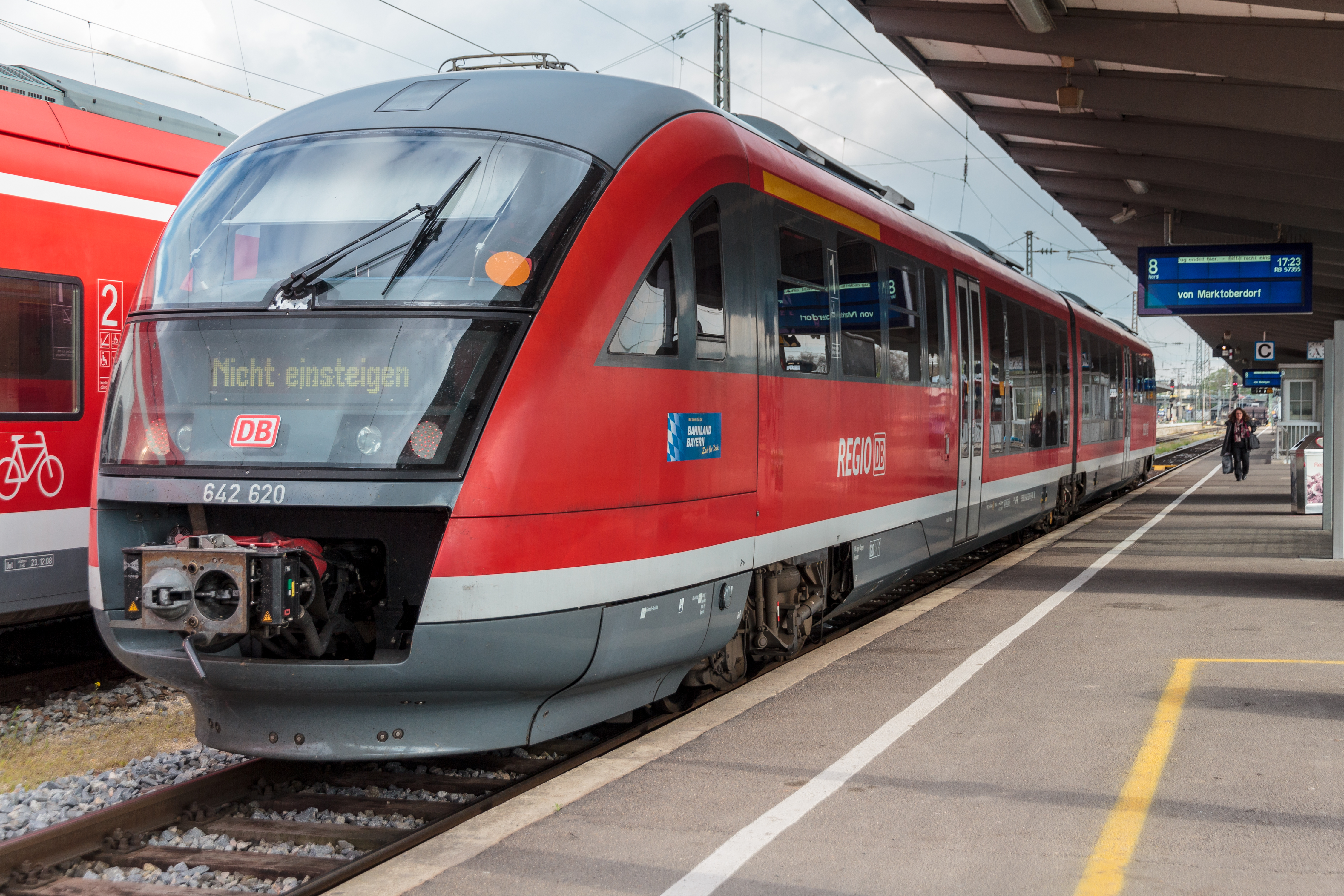
Desiro 642 620 in Augsburg Hbf

  - RB 46: Mühldorf – Eggenfelden – Pfarrkirchen – Pocking – Passau (Südostbayernbahn)
  - RB47/RB49: Mühldorf – Hörpolding – Traunreut/Traunstein (Südostbayernbahn)
  - RB 56: Hanau – Kahl am Main – Alzenau – Schöllkrippen (Westfrankenbahn)
  - RB 59: Traunstein – Waging (Südostbayernbahn)
  - RB 60: Gunzenhausen – Langlau – Ramsberg – Pleinfeld
  - RE 87: Aschaffenburg – Miltenberg – Wertheim (Westfrankenbahn)
  - RB 81: Neustadt an der Aisch – Steinach bei Rothenburg ob der Tauber
  - RB 91: Wicklesgreuth – Windsbach
  - S 6: Nürnberg Hbf – Fürth – Neustadt (Aisch) (einzelne Fahrten zur Werkstattanbindung für Fahrzeuge der Linie RB81)

- in Berlin/Brandenburg:
  - Kulturzug: Berlin – Cottbus – Wrocław

- in Hessen:
  - RB 4: Korbach – Volkmarsen – Wolfhagen – Kassel-Wilhelmshöhe (Kurhessenbahn)
  - RB 34: Frankfurt – Glauburg-Stockheim
  - RE/RB 39: Kassel Hbf – Kassel-Wilhelmshöhe – Wabern – Bad Wildungen (Kurhessenbahn)
  - RB 38: Kassel Hbf – Kassel-Wilhelmshöhe – Wabern – Borken (Hessen) – Schwalmstadt-Treysa (Kurhessenbahn)
  - RB 61: Dreieich-Buchschlag – Rödermark-Ober Roden – Dieburg
  - RB 94: Marburg – Biedenkopf – Bad Laasphe – Erndtebrück (– Betzdorf) (Kurhessenbahn)
  - RE/RB 97: Marburg – Frankenberg – Korbach – Brilon (Kurhessenbahn)

- in Mecklenburg-Vorpommern:
  - RE 4: Bützow – Neubrandenburg – Pasewalk  – Ueckermünde Stadthafen (nach Bedarf)
  - RB 11: Wismar – Bad Doberan – Rostock – Tessin
  - RB 12: Bad Doberan – Rostock – Graal-Müritz
  - RB 23: Züssow – Wolgast – Zinnowitz – Seebad Heringsdorf – Świnoujście Centrum (Sommerfahrplan)
  - RB 25: Velgast – Barth (zusammen mit anderen Fahrzeugtypen aus dem Werk Rostock)

- in der Region Mitte:
  - RB 56: Karlsruhe/Neustadt – Landau (Pfalz) – Hinterweidenthal – Bundenthal
  - RB 64: Kaiserslautern – Pirmasens
  - RB 65: Kaiserslautern – Rockenhausen – Bad Münster am Stein – Bad Kreuznach – Bingen (Rhein) Hbf
  - RB 68: Pirmasens – Zweibrücken – Sankt Ingbert – Saarbrücken
  - RB 77: Dillingen (Saar) – Hemmersdorf – Niedaltdorf
  - RB 94: Marburg – Biedenkopf – Bad Laasphe – Erndtebrück (– Betzdorf) (Kurhessenbahn)

- in Nordrhein-Westfalen
  - RB 94: Marburg – Biedenkopf – Bad Laasphe – Erndtebrück (– Betzdorf) (Kurhessenbahn)
  - RE/RB 97: Marburg – Frankenberg – Korbach – Brilon (Kurhessenbahn)

- in Sachsen
  - RE 19: Dresden Hbf – Heidenau – Kurort Altenberg (Erzgeb)
  - RE 20: Dresden Hbf – Bad Schandau – Děčín – Ústí nad Labem – Litoměřice město
  - RB 33: Dresden-Neustadt – Königsbrück
  - RB 34: Dresden Hbf – Kamenz (Sachs) – Senftenberg (Saisonverkehr „Seenlandbahn“)
  - S 8: Dresden Hbf – Kamenz (Sachs)
  - RB 71: Pirna – Neustadt (Sachs) – Sebnitz
  - RB 72: Heidenau – Kurort Altenberg (Erzgeb)
  - U 28: Rumburk – Sebnitz – Bad Schandau – Schöna – Děčín hl. n. (Nationalparkbahn)
  - RB 80: Chemnitz – Cranzahl (Erzgebirgsbahn)
  - RB 81: Chemnitz – Olbernhau-Grünthal (Erzgebirgsbahn)
  - RB 95: Zwickau – Johanngeorgenstadt (Erzgebirgsbahn)

- in Thüringen
  - RE 2: Erfurt Hbf – Bad Langensalza – Leinefelde – Kassel-Wilhelmshöhe
  - RB 52: Erfurt Hbf – Bad Langensalza – Leinefelde
  - RE 55, 56: Nordhausen – Erfurt Hbf

### Privatbahnen

#### ARRIVA vlaky (Tschechien)
Für den Betrieb von verschiedenen Bahnstrecken hat ARRIVA vlaky seit dem Fahrplanwechsel im Dezember 2020 fünf Fahrzeuge dauerhaft von Alpha Trains angemietet. Diese sind zuvor bei RegioJet auf der Bahnstrecke Bratislava – Komárno zum Einsatz gekommen. Temporär sind auch Fahrzeuge der Deutschen Bahn (Standort Chemnitz) im Einsatz.

#### Die Länderbahn
Für die vogtlandbahn sind in drei Lieferserien (2000, 2002 und 2008) insgesamt 26 Fahrzeuge beschafft worden. Diese kamen dort u. a. auf den Strecken Regensburg – Hof, Zwickau – Mariánské Lázně und Weischlitz – Gera zum Einsatz. Zwischen 2005 und 2012 betrieb die vogtlandbahn mit diesen Fahrzeugen den eigenwirtschaftlichen Fernzug Vogtland-Express. Nach mehreren Ausschreibungen sind die Fahrzeuge mittlerweile alle im Einsatz für den trilex. Für den Verkehrsvertrag, der seit 2019 gültig ist, sind die Fahrzeuge von außen und innen einem Redesign unterzogen worden. Zusätzlich zu den eigenen Fahrzeugen sind nach dem Fahrplanwechsel im Dezember 2021 zehn Einheiten der Mitteldeutschen Regiobahn (Netz der Städtebahn Sachsen) übernommen worden.
Aktuelle Einsatzstrecken:
- L2: Liberec – Česká Lípa hl.n. – Děčín hl.n.                       (Die Länderbahn CZ)
- L4: Mladá Boleslav město – Česká Lípa hl.n. – Rumburk  (Die Länderbahn CZ)
- L7: Seifhennersdorf – Varnsdorf – Zittau – Liberec
- RE1: Dresden – Bischofswerda – Görlitz – Zgorzelec       (VVO und ZVON)
- RB60: Dresden – Bischofswerda – Görlitz                         (VVO und ZVON)
- RE2: Dresden – Bischofswerda – Zittau – Liberec            (VVO und ZVON)
- RB61: Dresden – Bischofswerda – Zittau                          (VVO und ZVON)

#### Hessische Landesbahn
Zum Betrieb auf der Kahlgrundbahn beschaffte die Hessische Landesbahn sechs Fahrzeuge. Vom Fahrplanwechsel 2005 bis 2015 kamen die Fahrzeuge auf der Strecke von Hanau über Kahl nach Schöllkrippen zum Einsatz. Nach einer verlorenen Ausschreibung hat den Verkehr die Westfrankenbahn übernommen. Die Fahrzeuge wurden daraufhin bis zum Fahrplanwechsel im Dezember 2022 auf der Ländchesbahn eingesetzt. Im Jahr 2023 erfolgte, nach Abstellung der Fahrzeuge Anfang des Jahres, die Übergabe aller Fahrzeuge an die České dráhy.

#### Kahlgrund Verkehrs-GmbH
Die Kahlgrund Verkehrs-GmbH betrieb bis Dezember 2005 die anschließend von der HLB befahrene Kahlgrundbahn. Dafür sind drei Fahrzeuge aus der Lieferung für die Deutsche Bahn entnommen worden. Diese trugen, zusätzlich zu den Betriebsnummern der DB (642 151, 642 152 und 642 153), unternehmensinternen Nummern (VT 2000, 2002 und 2003). Nach der verlorenen Ausschreibung sind die Fahrzeuge an Alpha Trains veräußert worden, wo sie noch einige Jahre in verkehrsrot vermietet worden sind. Zur ersten Hauptuntersuchung erfolgte ein Neulack in neutralen Farben (grau).

#### NordWestBahn
Ab 2001 setzte die NordWestBahn auf den Strecken im Weser-Ems-Netz fünf Fahrzeuge ein. Diese wurden im Design der LNVG Niedersachsen ausgeliefert. Der Einsatz endete bereits nach wenigen Jahren.
Danach kam es immer wieder zu kurzzeitigen Einsätzen. Im Jahr 2009 wurden zwei von drei Umläufen auf der Linie RB 43 (Dortmund – Wanne-Eickel – Dortmund) mit Desiros betrieben, die zuvor für die LausitzBahn im Einsatz waren. Im Jahr 2010 kamen Fahrzeuge vom Standort Dorsten aus auf den Strecken Dortmund – Wanne-Eickel – Dortmund, Dorsten – Coesfeld und Duisburg – Xanten zum Einsatz.

#### Ostdeutsche Eisenbahn
Zum Fahrplanwechsel im Dezember 2008 nahm die Ostdeutsche Eisenbahn insgesamt sechs Fahrzeuge in Betrieb. Diese kommen im Spree-Neiße-Netz zum Einsatz.
Aktuelle Einsatzstrecken:
- RB 46: Cottbus – Forst
- RB 64: Görlitz – Niesky – Hoyerswerda (einzelne Leistungen)
- RB 65: Cottbus – Görlitz – Zittau

#### Ostseeland Verkehr
Bereits zu Zeiten der Ostmecklenburgischen Eisenbahn waren Desiros regelmäßig im Einsatz. Zusätzlich zu den Strecken im SPNV hat die OME, welche auch für die Fahrzeuggestellung des InterConnex verantwortlich gewesen ist, diese Fahrzeuge im Fernverkehr eingesetzt.
Unter dem Markennamen Märkische Regiobahn betrieb die Ostseeland Verkehr die Strecken Berlin-Wannsee – Beelitz Stadt – Jüterbog und Brandenburg – Rathenow vom Fahrplanwechsel im Dezember 2007 für vier Jahre. Hierfür standen in der Regel vier Fahrzeuge zur Verfügung, welche bei Engpässen und Werkstattaufanthalten durch Leihfahrzeuge der gleichen Baureihe oder Fahrzeuge aus dem Bestandsfuhrpark (Baureihe 643) ersetzt worden sind. Den Betrieb übernahm im Dezember 2011 die Ostdeutsche Eisenbahn mit Fahrzeugen vom Typ Stadler GTW.

#### Regiojet
Im Rahmen von einzelnen Präsentationsfahrten auf verschiedenen Strecken in Tschechien sind 2010 zwei Fahrzeuge von Alpha Trains angemietet worden. Zu einem dauerhaften Einsatz ist es nie gekommen.
In der Slowakei betrieb RegioJet vom 4. März 2012 bis zum 13. Dezember 2020 die Strecke 131 Bratislava–Komárno. Dafür standen in unterschiedlichen Zeiträumen mehrere deutsche Desiros von Alpha Trains zur Verfügung. Zusätzlich befanden sich in den ersten Jahren auch Fahrzeuge der vogtlandbahn in der Slowakei.
Die Einheit VT 642.35 (0642 335) wurde am 16. September 2016 bei einem Unfall mit einem LKW in Veľký Meder beschädigt. Die Beschädigungen haben einen Wiederaufbau nicht zugelassen. Das Fahrzeug wurde nach Šurany überführt, wo über einen längeren Zeitraum noch verwendbare Teile entnommen worden sind. Im August 2020 befand sich das Fahrzeug weiterhin an diesem Standort. Der weitere Verbleib ist unbekannt.

#### Städtebahn Sachsen
Vom Fahrplanwechsel im Dezember 2010 bis Mitte 2019 betrieb die Städtebahn Sachsen das VVO-Dieselnetz mit insgesamt 15 von Alpha Trains gemieteten Einheiten. Nach einer Kündigung vom Leasinggeber wegen Zahlungsrückständen standen der Städtebahn keine Fahrzeuge mehr für den Betrieb zur Verfügung. Infolgedessen kam es zur Insolvenz und Kündigung des Verkehrsvertrages durch den Verkehrsverbund Oberelbe. Im Rahmen einer Notvergabe übernahm die Mitteldeutsche Regiobahn die Leistungen inkl. aller Fahrzeuge bis zum Fahrplanwechsel im Dezember 2021.

#### Transdev Regio Ost
Vom Fahrplanwechsel im Dezember 2002 bis zum Fahrplanwechsel im Dezember 2008 wurde unter dem Namen LausitzBahn der Verkehr auf den Strecken Zittau – Görlitz – Cottbus und Görlitz – Bischofswerda übernommen. Die Fahrzeuge für diesen Vertrag wurden teilweise auch für eigenwirtschaftliche Leistungen genutzt (InterConnex).
Unter dem Namen Mitteldeutschen Regiobahn betreibt Transdev seit Ende 2008 Strecken im Leipziger Raum. Desiros kamen hier bis 2011 bzw. 2013 überwiegend auf den Linien RE70, RB54, S2 und S11 zum Einsatz. Die Linie RB113 war zunächst einige Jahre der Konzernschwester Veolia Verkehr Sachsen-Anhalt zugeordnet, bevor sie in die neue Marke integriert worden ist. Der Betrieb hier wurde nach einer Ausschreibung im Juni 2016 an die DB Regio abgegeben, sodass seitdem hier keine Desiros mehr zum Einsatz kommen.
Im Rahmen der Notvergabe im VVO-Dieselnetz hat Transdev die Strecken der Städtebahn Sachsen übernommen, welche nach einer Neuausschreibung seit Dezember 2021 von DB Regio betrieben werden.

#### Vlexx
Im Rahmen der Ausschreibung E-Netz Saar-RB (Los 2) ist übergangsweise der Einsatz von Dieseltriebwagen nötig. Dafür wurden von vlexx zunächst vier Desiros der Konzernschwester trilex im Vogtlandbahn-Anstrich ausgeliehen. Im Jahr 2022 wurden diese vier Einheiten wieder abgezogen und durch fünf baugleiche ersetzt, welche bis zum Fahrplanwechsel 2021 von der Mitteldeutschen Regiobahn im Netz der Städtebahn Sachsen) eingesetzt wurden.
Aktuelle Einsatzstrecke:
- RB 72: Saarbrücken – Illingen – Lebach-Jabach

#### Weitere Einsatzgebiete
- Bayerische Oberlandbahn: Ersatzkonzept von Ende 2013 bis Frühjahr 2014 auf der Mangfalltalbahn (Fahrzeuge der vogtlandbahn)
- Berchtesgadener Land Bahn: Ersatzkonzept von Ende 2009 bis Frühjahr 2010 (Fahrzeuge der vogtlandbahn)
- eurobahn: Ersatzkonzept von Ende 2009 bis Frühjahr 2010 auf der Linie RE13 (verschiedene Abschnitte auf dem deutschen Streckenanteil) wegen fehlender Zulassung neuer Fahrzeuge (Fahrzeuge von Alpha Trains)
- Prignitzer Eisenbahn: 2005 Anmietung von mehreren Fahrzeugen für die Linie RB44 Oberhausen – Bottrop (Fahrzeuge von Alpha Trains)
- Trans Regio Deutsche Regionalbahn: 2007 Anmietung von einem Fahrzeug als Ersatz für durchzuführende Hauptuntersuchungen an eigenen Fahrzeugen (Fahrzeug von Alpha Trains)

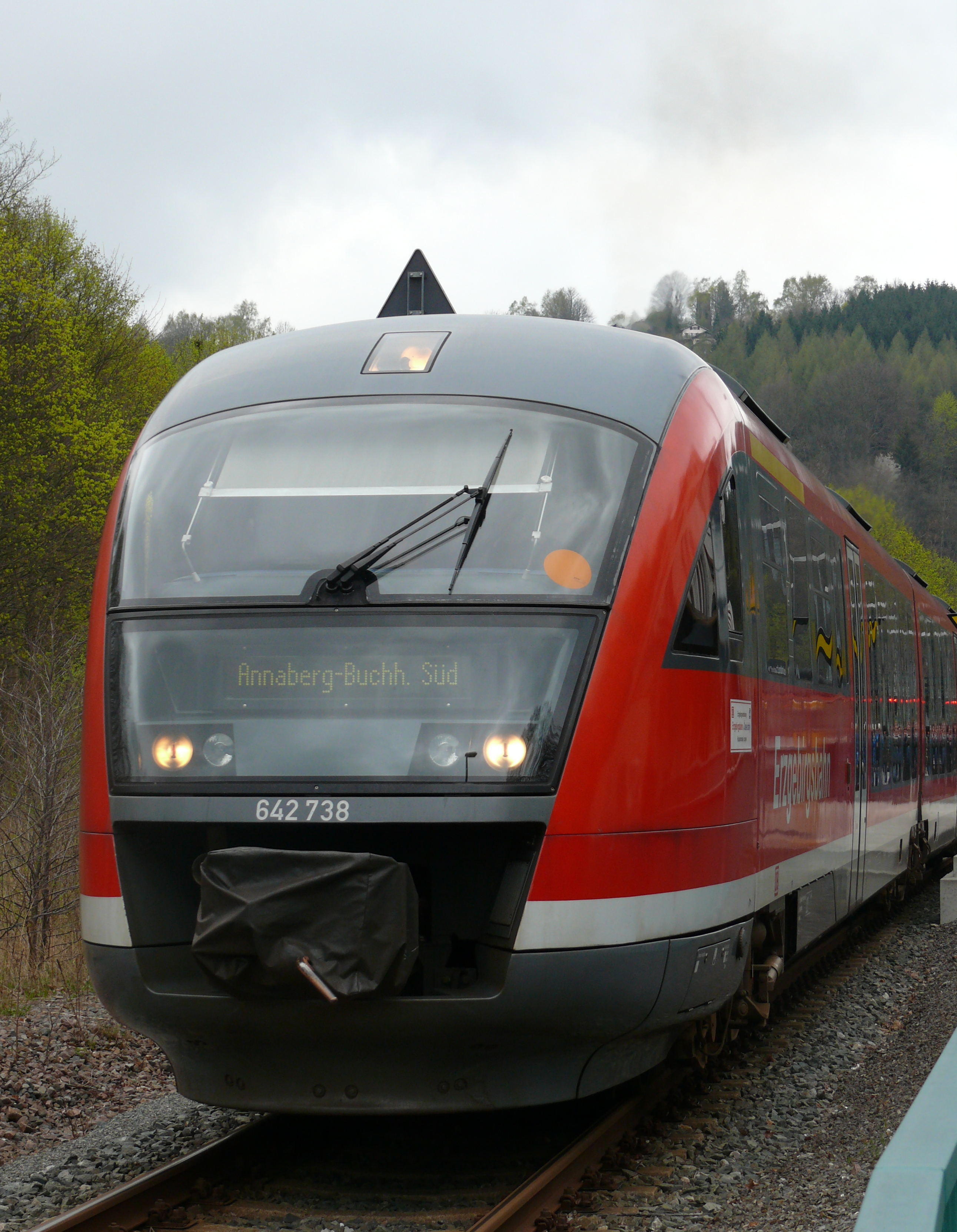
Desiro der Erzgebirgsbahn
Desiro der Lausitzbahn
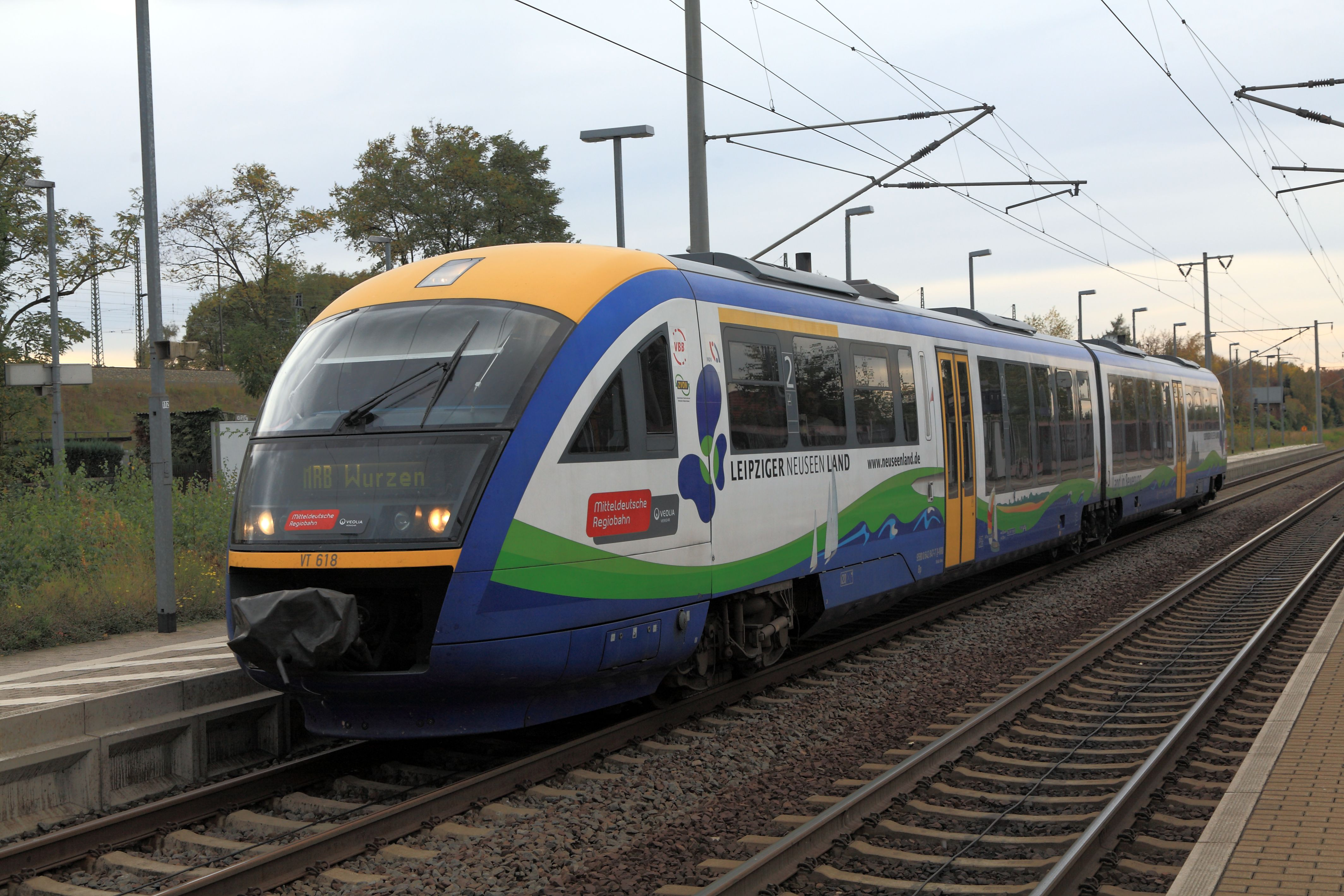
642 847 der MRB in Leipzig-Paunsdorf
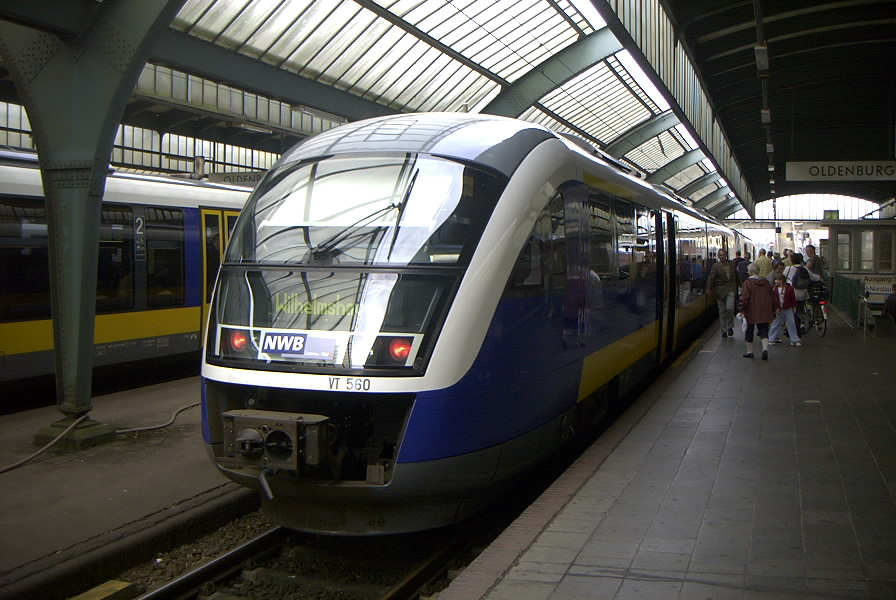
VT 560 der NordWestBahn in Oldenburg Hbf
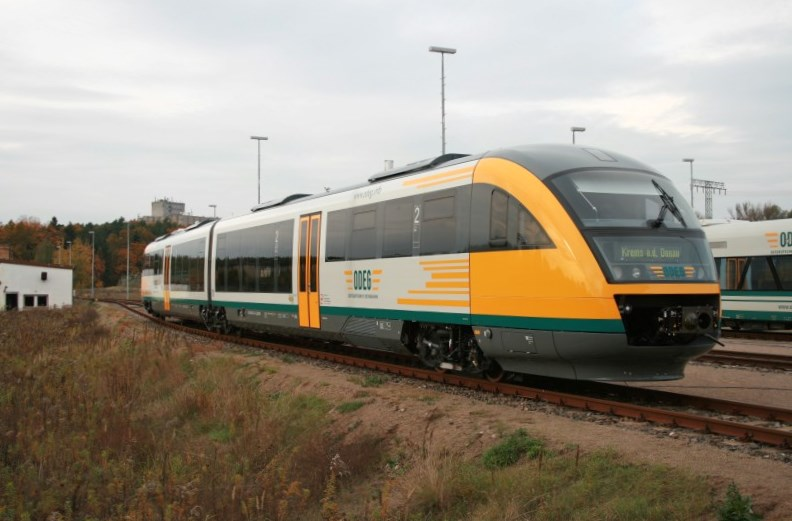
Desiro der Ostdeutschen Eisenbahn
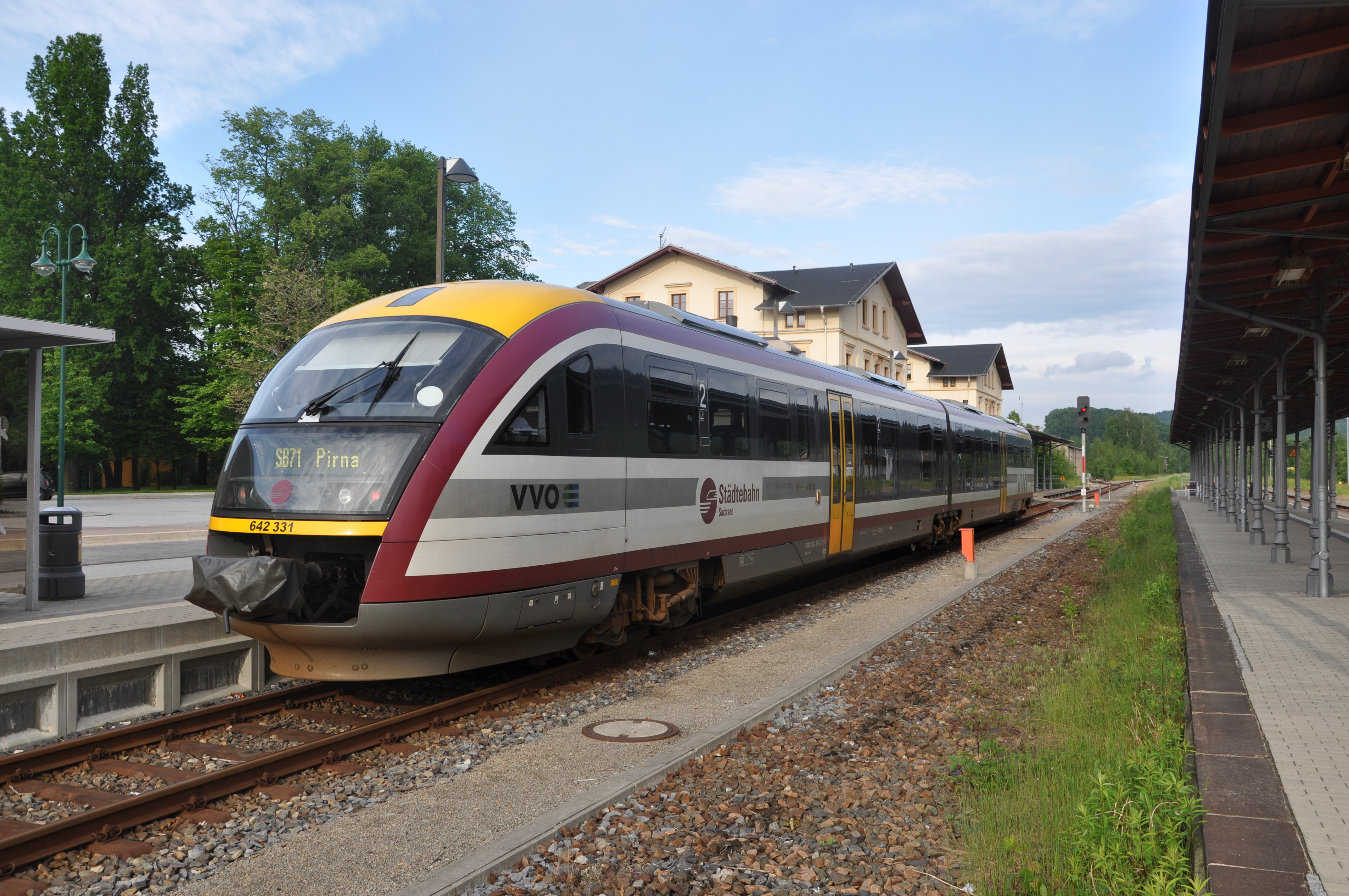
Desiro der Städtebahn Sachsen
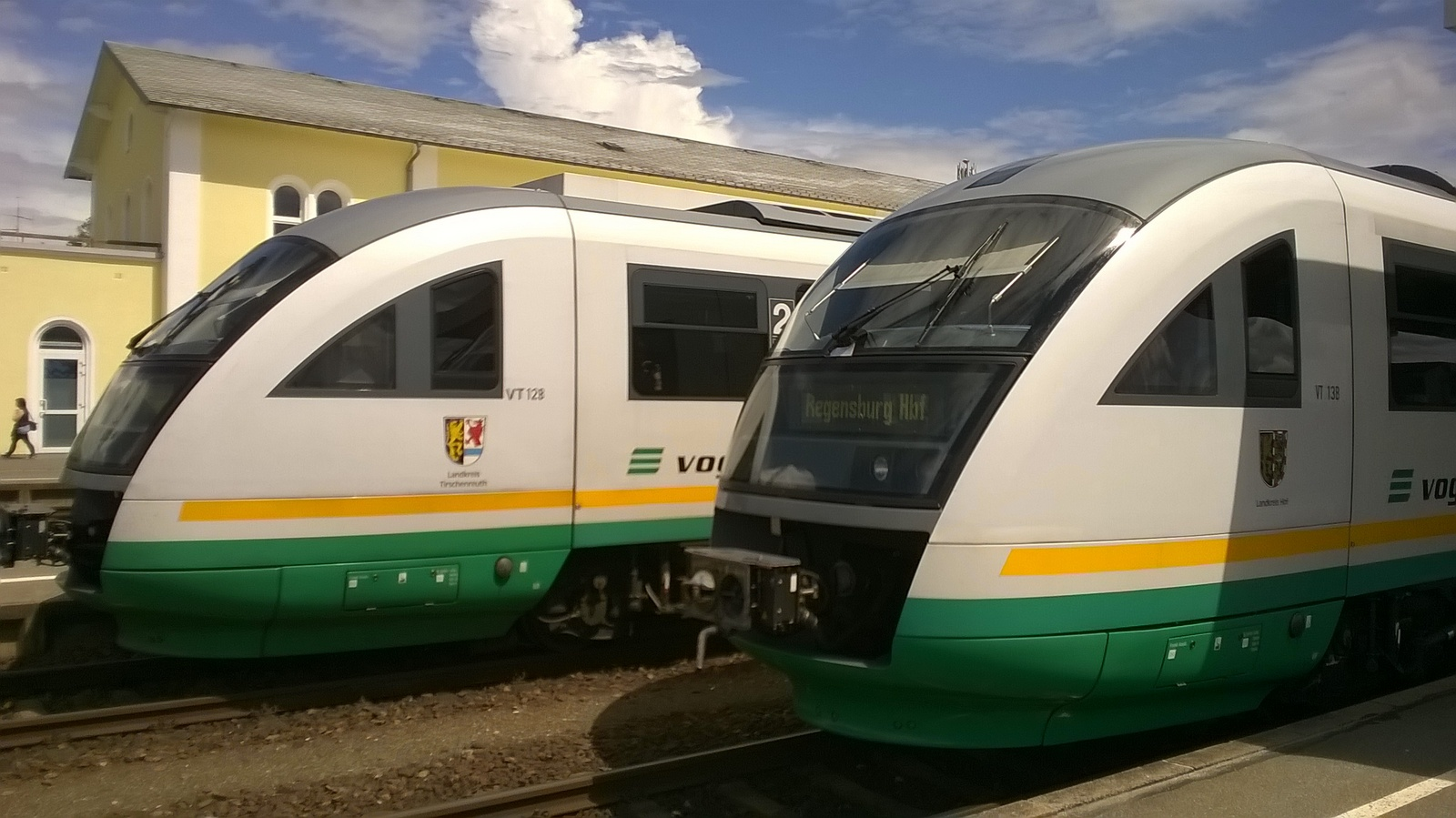
VT 12 und 13 der Vogtlandbahn in Schwandorf
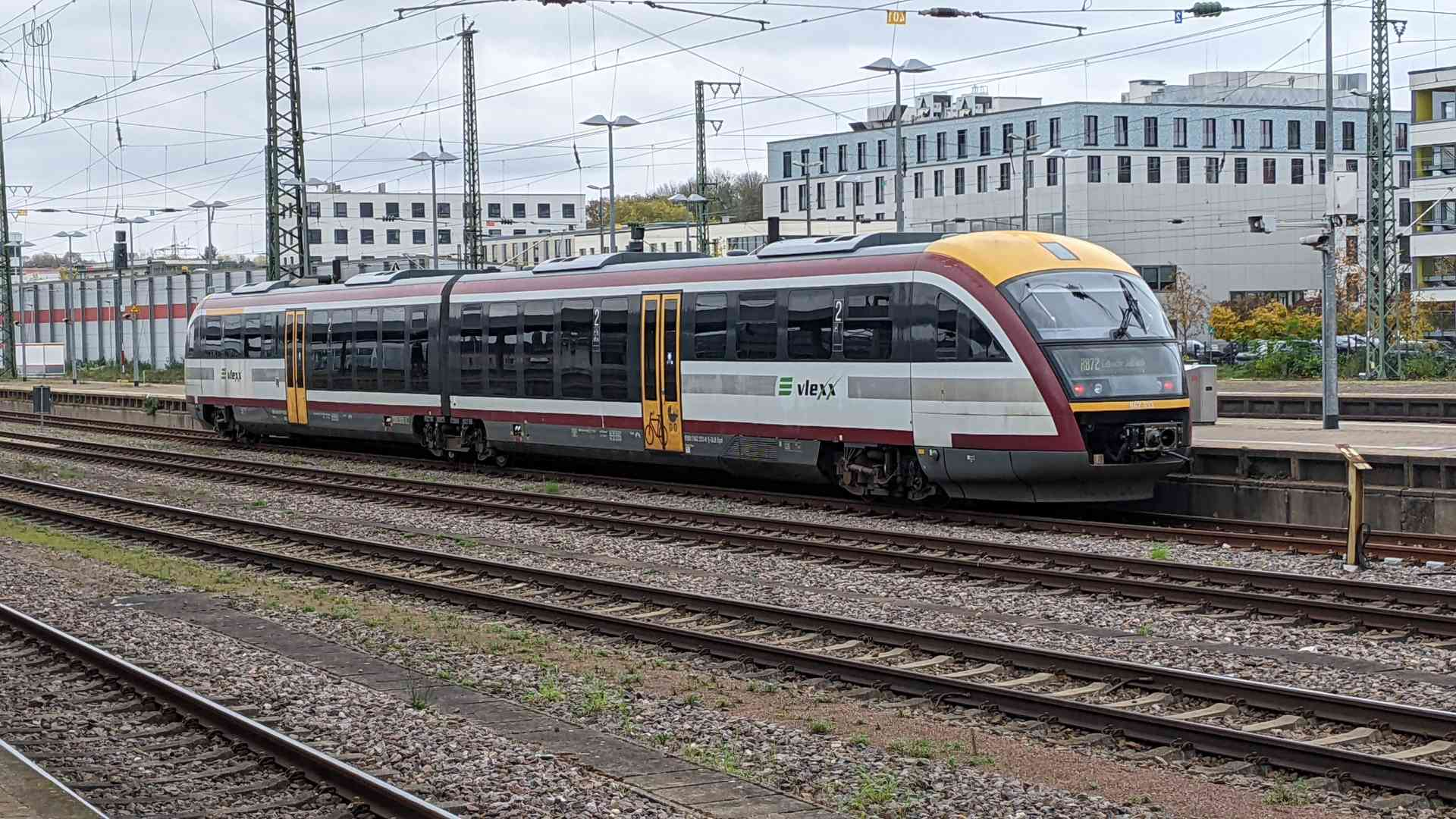
Desiro der Vlexx am Saarbrücken Hauptbahnhof

### Österreich
Zehn von der Deutschen Bahn gemietete Triebwagen der Baureihe 642 werden von den Österreichischen Bundesbahnen auf der Mattigtalbahn eingesetzt. Dafür sind die Fahrzeuge in den Farben des Salzburger Verkehrsverbund beklebt worden. Betreut werden die Fahrzeuge u. a. von der Erzgebirgsbahn in Chemnitz.
Die ÖBB besitzen mit den Einheiten der Reihe 5022 sechzig praktisch baugleiche Triebwagen.

## Fahrgastraum
Der Fahrgastraum ist gegliedert in den Niederflurbereich (von einem Einstieg bis zum Sitzbereich über dem Jakobsdrehgestell) und die höher gelegenen Bereiche an jedem Wagenende. Aufgrund des vergleichsweise großen Motorraums besitzt die Baureihe 642 jedoch einen geringeren Niederfluranteil als vergleichbare Züge wie zum Beispiel Bombardier Talent oder Alstom Lint. Glaswände trennen Einstiegsräume und Übergangsbereiche voneinander ab, die erste Wagenklasse (sofern vorhanden) wird durch Glastüren abgetrennt. Die Wände bestehen aus Kunststoff, teilweise aus Holz.
Die Züge der Baureihe 642 gibt es mit verschiedenen Sitzverteilungen. Die ursprüngliche Variante verkehrt mit 98 Sitzen der zweiter Klasse und 12 Sitzen im Erste-Klasse-Bereich. Im niederflurigen Einstiegsbereich schaffen Klappsitze an der Wand Platz für Fahrräder, Rollstühle oder Kinderwagen. Je nach Verkehrsvertrag entfällt der Erste-Klasse-Bereich.
Über den Sitzplätzen gibt es eine durchgehende gläserne Gepäckablage mit Leuchtband, je Sitzgruppe gibt es einen Haltewunsch-Knopf. Die Haltestellen werden computergesteuert via GPS angesagt und im Innenraum angezeigt. Auf Anzeigetafeln an den Stirnseiten (dem Zugkopf) und an den Seiten wird das Fahrziel für die Wartenden auf dem Bahnsteig angezeigt. In den Einstiegsräumen gibt es eine Fahrgastsprechanlage zum Triebfahrzeugführer.
Die Toilette ist behindertengerecht im Niederflurbereich durch eine breite Schiebetür zu erreichen und als geschlossenes System angelegt.
Der Fahrgastraum wird durch eine Warmwasser-Umluft-Heizung, bei extremer Kälte durch Ölfeuerung geheizt. Im Sommer soll die Klimaanlage für behagliche Temperaturen sorgen, allerdings sind die Anlagen noch immer störanfällig. Pro Wagen können sechs Fenster gekippt werden, in fast allen Zügen bleiben sie jedoch wegen der Klimaanlage verschlossen.
Die breiten Einstiege sind stufenlos als automatische Schwenkschiebetüren angelegt. Am Übergang zum normal hohen Fahrgastraum sind neben der Treppe Recyclingbehälter eingebaut, unter jedem Sitz (außer den Klappsitzen) befindet sich ein ausziehbarer Müllbehälter/Aschenbecher, diese wurden in den Fahrzeugen der DB Regio AG allerdings teilweise entfernt.
Durch verschiedene Redesign-Varianten gibt es mittlerweile unterschiedliche Ausstattungsvarianten. So wurden inzwischen und regional unterschiedlich unter anderem Ticketautomaten, Kameraüberwachungssysteme, Kaffeeküchen, Steckdosen und W-LAN nachgerüstet. Für eine bessere Fahrgastinformation werden in diesem Zusammenhang häufig sämtliche Anzeigen (außen und innen) durch neue LED-Anlagen ersetzt, im Innenraum erfolgt der Einbau von Fahrgastinformationsmonitoren.

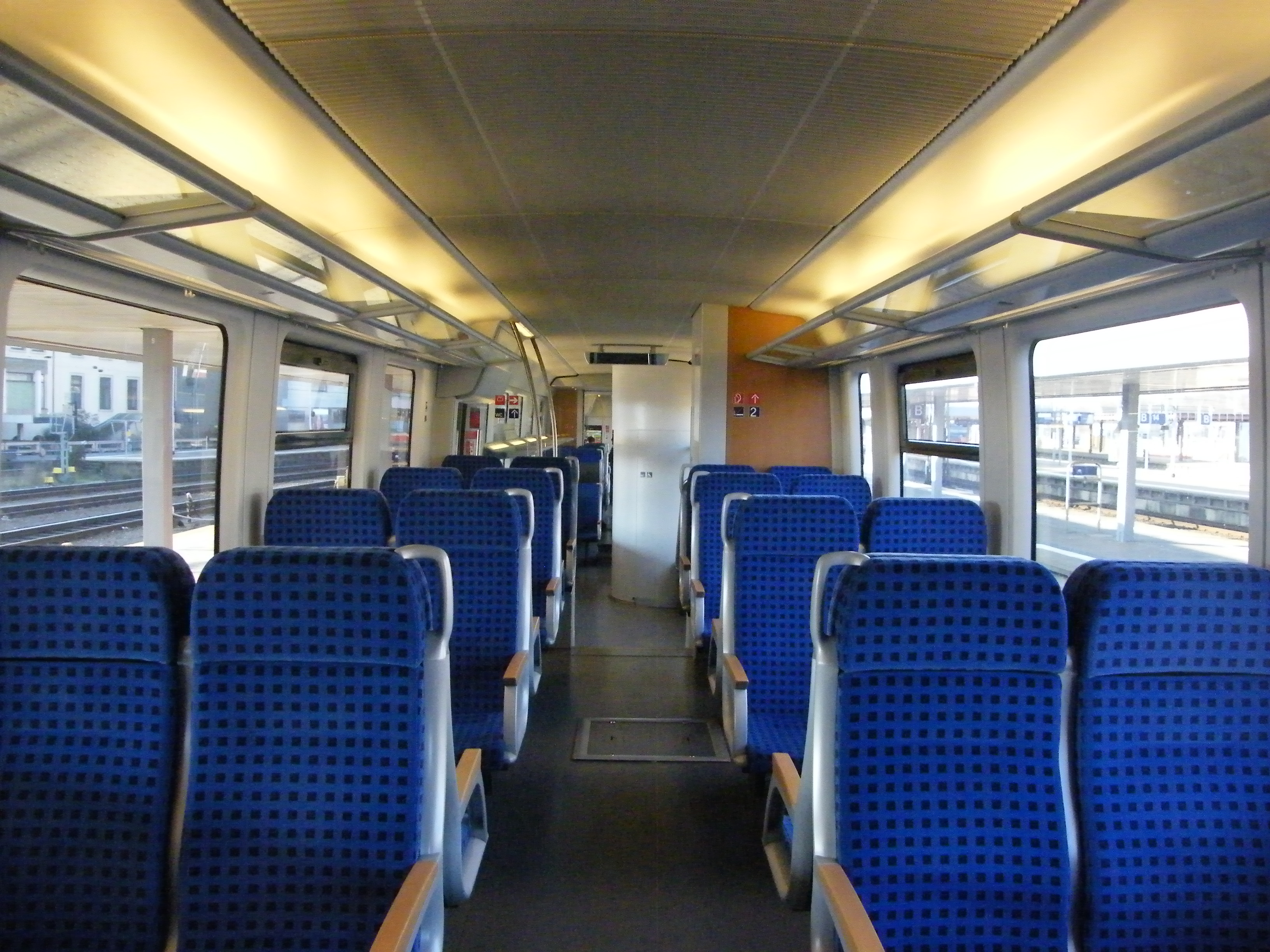
Innenraum (Westpfalz-Netz)
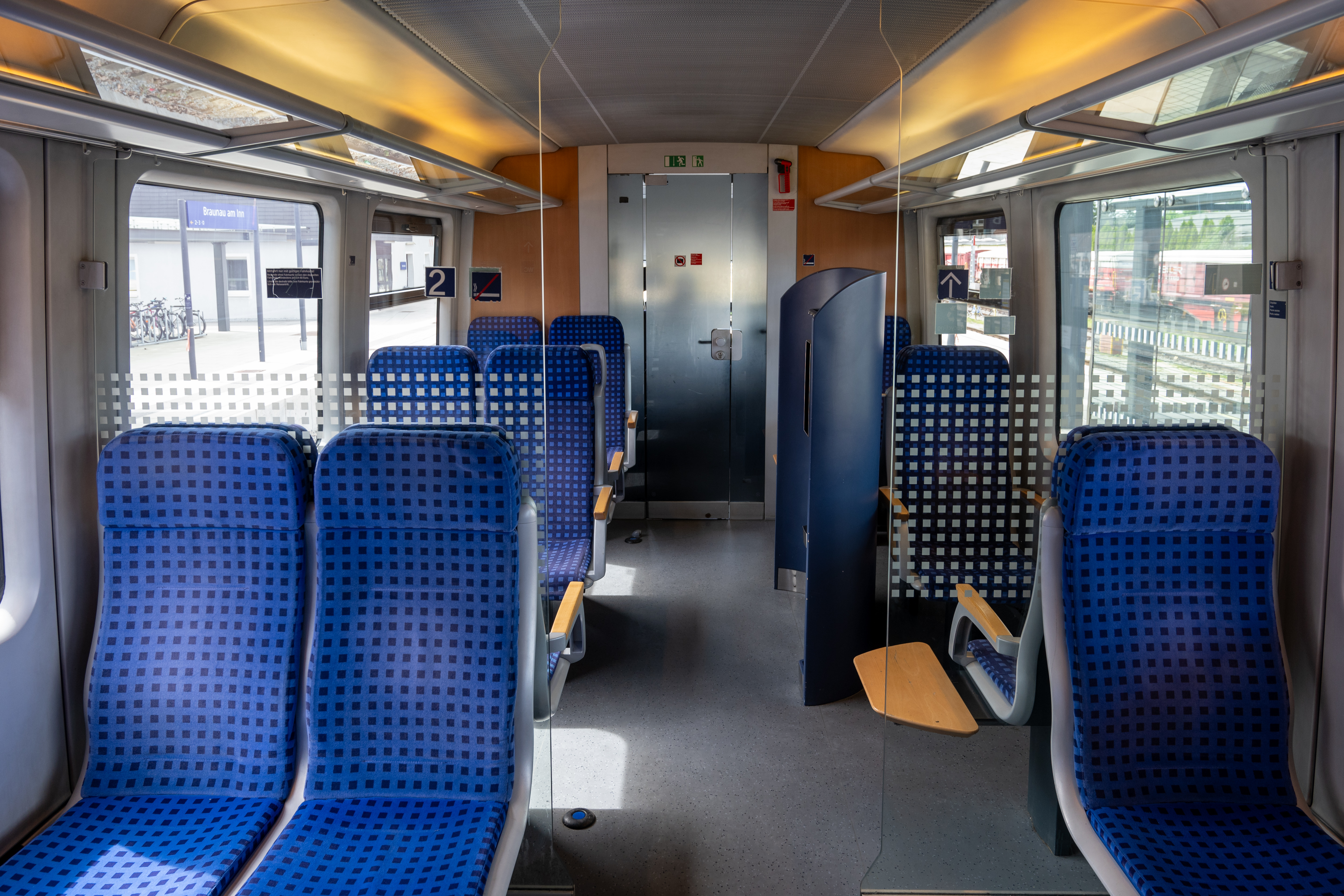
Innenraum 1. Klasse & 2. Klasse (DB Regio)

## Technik

### Wagenkasten
Der Wagenkasten ist als selbsttragende Aluminiumröhre in Integralbauweise konstruiert. Die Kopfteile mit den Führerständen sind als vorgefertigte GfK-Module ausgeführt, die auf das verlängerte Untergestell des Aluminiumwagenkastens aufgeklebt sind.

### Antrieb
Die Baureihe 642 wird von zwei Dieselmotoren der Hersteller MTU oder MAN angetrieben (jeweils 275 kW / 374 PS, 315 kW / 428 PS, 335 kW / 455 PS oder 360 kW / 490 PS). Diese befinden sich jeweils unter dem Hochflurbereich zwischen dem angetriebenen Drehgestell und dem Niederflurbereich. Ihr Drehmoment wird über ein hydromechanisches Fünfgang-Automatikgetriebe mit Anfahrwandler und integriertem Retarder auf das äußere Drehgestell übertragen.

### Bremsen
Die Triebwagen sind mit einer direkten elektropneumatischen Bremse (ep-Bremse) und einer indirekten mehrlösigen Druckluftbremse als Rückfallebene ausgestattet. Zusätzlich rüstete man die Triebdrehgestelle mit Magnetschienenbremsen aus. Mit dem Retarder wird bei Nutzung der ep-Bremse zudem hydrodynamisch gebremst. Als Feststellbremse sind Federspeicherbremsen vorhanden. Die Magnetschienenbremse kommt bei Zwangs- und Schnellbremsungen zum Einsatz, bei Notbremsungen jedoch bleibt sie unwirksam. Zudem kann sie vom Triebfahrzeugführer über einen Kippschalter zugeschaltet werden.

### Kupplung
Als Zug- und Stoßeinrichtung sind Scharfenbergkupplungen mit Kontaktaufsätzen vorhanden. Diese sollten ursprünglich Mehrfachtraktion mit den Baureihen 640, 641, 643, 644, 646 und 648 ermöglichen, was sich jedoch mangels kompatibler Fahrzeug-Software als nicht möglich erwies. Lediglich ein Abschleppen anderer Baureihen ist möglich. Jedoch ist durch diese Kupplung ein automatisches An- und Abkuppeln eines zweiten bzw. dritten Triebwagens derselben Baureihe möglich. Dadurch wird das sogenannte Flügeln, die vereinigte Führung mehrerer Züge mit unterschiedlichem Laufweg auf einer Teilstrecke, betrieblich wesentlich erleichtert.

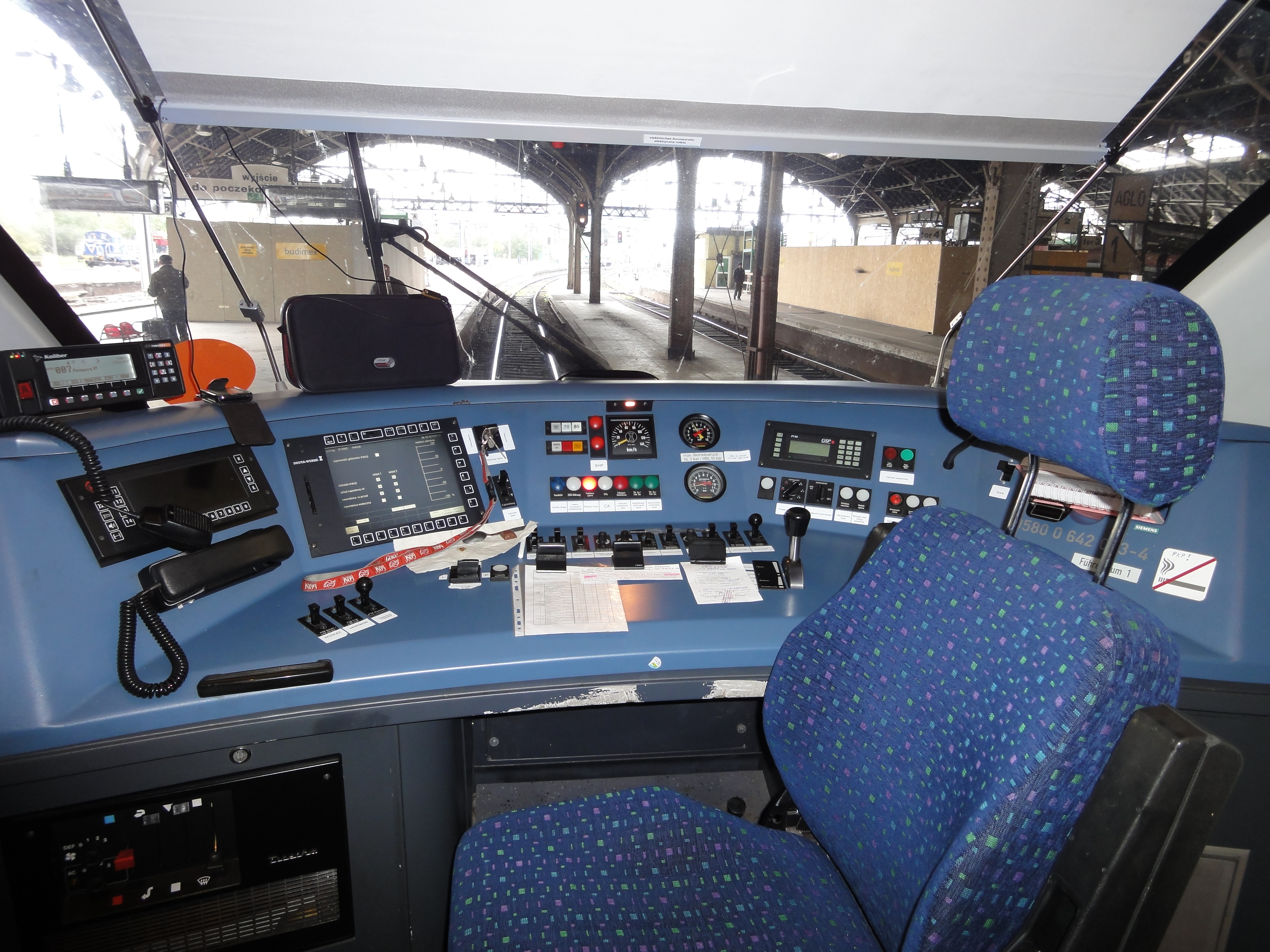
Führerstand (Deutsche Bahn)

## Hybrid-Triebzug
2011/12 wurde der Triebwagen 642 129 der Westfrankenbahn als Prototyp mit einem Hybridantrieb ausgestattet. Dabei wurden die ursprünglich vorhandenen, je 275 kW leistenden Dieselmotoren durch zwei als Parallelhybrid konstruierte, sogenannte PowerPacks von MTU Friedrichshafen ersetzt sowie zur Speicherung der Bremsenergie Lithium-Eisenphosphat-Akkumulatoren auf dem Dach des Fahrzeuges eingebaut (siehe auch: Nutzbremse).
Die Powerpacks bestehen aus einem 315 kW (428 PS) leistenden Dieselmotor sowie einer elektrischen Maschine, die sowohl als Generator als auch als Motor arbeiten kann und eine Dauerleistung von 200 kW (272 PS) aufweist (Spitzenleistung für 60 Sekunden 400 kW). Die Akkumulatoren besitzen eine Kapazität von 4,7 Kilowattstunden. Insgesamt sollte durch Einsatz des Hybridantriebs eine Energieersparnis von bis zu 25 Prozent möglich sein, daneben könnten die Fahrzeuge über gewisse Distanzen auch rein elektrisch und damit deutlich leiser als im Dieselbetrieb fahren.
Die bisher mechanisch angetriebene Klimaanlage wurde durch eine neu entwickelte CO2-Klimaanlage mit elektrischem Antrieb ersetzt, diese soll die Wirtschaftlichkeit des Fahrzeugs um 10 Prozent verbessern.
Die umgerüstete Einheit wurde auf der InnoTrans 2012 offiziell vorgestellt. Ein ab Ende 2012 auf der Bahnstrecke Aschaffenburg–Miltenberg in Bayern geplanter Einsatz im Fahrgastbetrieb kam nicht zustande. Im Rahmen des Projekts „EcoTrain“ wurde mit dem 642 028 ein weiterer Triebwagen für die Erzgebirgsbahn umgebaut.
Anschließend sollte ein modifiziertes und modular in Triebwagen unterschiedlicher Baureihen einzubauendes Hybrid-Power-Pack einsatzreif entwickelt werden. Nach der erfolgten Zulassung sollte eine Kleinserie im Fahrgastbetrieb bei der Erzgebirgsbahn erprobt werden. Wäre die Zulassung wie erhofft bis zum Jahr 2017 erfolgt, wollte die Erzgebirgsbahn weitere zwölf Einheiten umbauen.
Das Bundesverkehrsministerium unterstützte das Projekt mit 1,9 Millionen Euro.
Zu einem Regeleinsatz kamen die Hybridtriebwagen jedoch nicht. Im Juli 2020 brach die Deutsche Bahn das Vorhaben ab, nachdem im Juni verschärfte Zulassungsbedingungen in Kraft getreten waren.
Bei Vergleichsfahrten im Juli 2020 konnte der zum EcoTrain umgebaute Triebwagen mit der Hybrid-Technologie eine Dieselkraftstoffeinsparung von 30 % erzielen.
Der zuerst umgebaute Triebwagen 642 129 gelangte im Jahr 2020 wieder in den Fahrgastverkehr zurück. Einsätze gab es bei der Erzgebirgsbahn auf der Strecke Glauchau (Sachs) – Gößnitz und für die PRESS auf der Bahnstrecke Bergen auf Rügen–Lauterbach Mole.

## Umbauten
Für die Westfrankenbahn und die Kurhessenbahn wurden ab 2017 insgesamt 65 Triebwagen einer Modernisierung unterzogen. Durch Chiptuning wurde die Antriebsleistung von 275 kW auf 315 kW heraufgesetzt, Schiebetritte eingebaut und die Züge mit WLAN und Fahrgastinformationssystemen ausgerüstet, wobei die 30 Triebwagen der Kurhessenbahn kein WLAN bekamen.